# ميخائيل توم
ميخائيل توم (بالإنجليزية: Michael Tom)‏ هو نحات أمريكي، ولد في 1946، وتوفي في 1999.